# Bundesverband Herzkranke Kinder
Der Bundesverband Herzkranke Kinder e. V. (BVHK) hat seinen Sitz in Aachen. Er kooperiert mit Kliniken, Ärzten und weiteren Institutionen und vertritt die Interessen Betroffener mit angeborenen Herzfehlern in jedem Lebensalter. Er ist in Deutschland die Koordinationsstelle der Selbsthilfe und Kontaktstelle für ratsuchende Eltern und Patienten. Die bundesweit vernetzten Mitgliedsvereine und Elterninitiativen begleiten die betroffenen Familien, unterstützen den Austausch untereinander und bieten wohnortnahe Hilfestellung. Fachliche Unterstützung erhält der BVHK durch den medizinischen Beirat, dem namhafte Kinderkardiologen und Kinderherzchirurgen aus ganz Deutschland angehören.
Der Verein ist als gemeinnützig anerkannt und wurde mit dem DZI-Spendensiegel ausgezeichnet.
Schirmherrin des Vereins ist Katharina Bauer (Stabhochspringerin), als weitere Förderer und „Botschafter“ unterstützen Kabarettist Christoph Sieber , Christoph Biemann (bekannt als „Christoph“ aus der Sendung mit der Maus), Wolf von Lojewski  und Gisela Manderla (MdB) die Arbeit des Vereins.

## Entstehungsgeschichte
Der Verein wurde im Jahr 1993 gegründet, um die 27 regionalen Elterninitiativen und fünf Regionalgruppen zu vernetzen und bundesweit mit einer Stimme zu vertreten.

## Vereinsstruktur und -organe
Der ehrenamtliche Vorstand besteht derzeit aus fünf betroffenen Eltern, die Elterninitiativen aus ganz Deutschland angehören.
Die Mitgliederversammlung ist das oberste Gremium und wird zwei Mal pro Jahr einberufen.

## Finanzmittel
Im Jahr 2020 betrugen die Einnahmen 512.831 € und die Ausgaben 439.104 €.

## Veranstaltungen
- Reiter- und Segelwochen für herzkranke Kinder und Jugendliche
- Elterncoaching- und Familienwochenenden
- Väterwochenende
- Peerberatung für herzkranke Kinder (ab 10 Jahren) und Jugendliche
- Staffellauf beim Marathon
- Aktionswoche „Herz zum Anfassen“

## Mut-mach-Pakete
- Mit den sigikid - Kuschelpuppen Erwin/Rosi, die ein „Herz zum rausnehmen“ haben.
- Broschüre „Gut informiert zur Herz-OP“
- Kinderbuch / Tagebuch „Annas Herz-OP“
- Mal- und Rätselbuch „Super Herz Helden“

## Sozialrechts-Hotline
Online- / telefonische Beratung zu Fragen wie Pflege, Schwerbehinderung, Familienorientierte Reha (FOR), Schule, Beruf u. v. m.

## Ziele und Forderungen
Ziele und Forderungen des Vereins sind:
- Ansprechpartner in Selbsthilfe, Klinik und Nachsorge vermitteln
- Forschung im Bereich der Kinderkardiologie unterstützen
- Familienorientierte Rehabilitation (FOR) etablieren
- Sport- und Begegnung (Reiter- und Segelwoche) sowie bundesweite Kinderherzsportgruppen organisieren
- Sozialrechtliche und psycho-soziale Hilfen bieten
- Aufklärungs- und Öffentlichkeitsarbeit zum „Leben mit angeborenem Herzfehler“
- Kliniknahe Übernachtungsmöglichkeiten für Eltern schaffen
- Arzt-Eltern-Patienten-Seminare und Veranstaltungen zum „Tag des herzkranken Kindes“
- Verbesserungen im gesundheitspolitischen Bereich erreichen
- Integration der Betroffenen (Kindergarten, Schule, Beruf, Sport etc.) fördern

## Was wurde bislang erreicht?
Der BVHK hat aktiv und erfolgreich mitgewirkt bei folgenden Projekten:
- Als akkreditierter Patientenvertreter des gemeinsamen Bundesausschusses (G-BA):
  - Antrag auf bundesweites verpflichtendes Pulsoximetrie-Screening (vom G-BA am 24. November 2016 beschlossen und Anfang 2017 in Kraft getreten). Evaluation läuft derzeit.
  - Antrag auf Richtlinie Struktur Kinderherzchirurgie (Beratungen laufen)
  - Spezialambulanzen nach § 116 SGB V für pädiatrische Kardiologie
- Mitwirkung in der Kommission der Deutschen Gesellschaft Pädiatrische Kardiologie für medizinische Leitlinien
- Mitwirkung im Aktionsbündnis Angeborene Herzfehler,[2] in dem sich folgende Organisationen mit dem BVHK zusammengeschlossen haben:
  - JEMAH e. V. Bundesverein Jugendliche und Erwachsene mit angeborenem Herzfehler e.V.[3]
  - IDHK e. V.
  - Herzkind e. V.[4]
  - Kinderherzstiftung

## Publikationen
Der BVHK hat zahlreiche Informationsbroschüren und Leitfäden herausgegeben:
- Herzfenster: erscheint zweimal jährlich
- animierte Herzfehlerbeschreibungen (VSD, Fallot, TGA, HLHS)
- HLHS
- Herzkatheter bei Kindern
- Gut informiert zur Herz-OP
- Annas Herz-OP (Kinderbuch/Tagebuch)
- Pränatale Diagnostik angeborener Herzfehler
- Familienorientierte Rehabilitation
- Herzkranke Kinder in der Schule
- Herzkranke Kinder im Kindergarten
- Ernährung für herzkranke Kinder
- Sport mit AHF
- Kardiomyopathien
- Truncus arteriosus communis
- Hypoplastisches Linksherzsyndrom
- Syndrome, die mit AHF einhergehen
- Leitfaden für Familien
- Herztransplantation bei Kindern
- Sozialrechtliche Hilfen
- Herzrhythmusstörungen
- Comics:
  - Herzflattern
  - Geht’s nur mit Tattoo
  - Stark im Netz

## Mitgliedschaft in Verbänden
- BAG Selbsthilfe Bundesarbeitsgemeinschaft Selbsthilfe von Menschen mit Behinderung und chronischer Erkrankung und ihren Angehörigen e. V.
- Corience unabhängige europäische Plattform zum Thema Angeborene Herzfehler für Patienten, Eltern, Ärzte und Forscher
- Deutsche Gesellschaft für Pädiatrische Kardiologie (DGPK)
- European Congenital Heart Disease Organisation ECHDO (Zusammenschluss europäischer Selbsthilfegruppen „Europäische Organisation für angeborene Herzfehler“)
- Bundesvereinigung JEMAH e. V. Jugendliche und Erwachsene mit angeborenem Herzfehler
- Kindernetzwerk e. V.
- Kompetenznetz Angeborene Herzfehler (AHF)
- Marfan e. V.
- Nationales Register Angeborene Herzfehler (AHF)

## Auszeichnungen
Der BVHK wurde ausgezeichnet:
- Stiftungspreis der Town & Country Stiftung 2020
- Preis „Besonders gute Broschüren“ der Patienten- und Familienedukation e. V. und die Universität Witten/Herdecke
- PS-Sparen der Sparkasse Aachen
- Pro-bono-Beratungsstipendiat von Start social

Der BVHK hat jährlich verliehen:
- Journalistenpreis seit 2005 für Beiträge aus Print, Radio und TV dotiert mit jeweils 3.000 €
- Herz-Helden-Preis für besonderes ehrenamtliches Engagement (seit 2016)
- Foto-Wettbewerb „Leben mit Herzfehler“ (seit 2018)